# ラタノプロスト

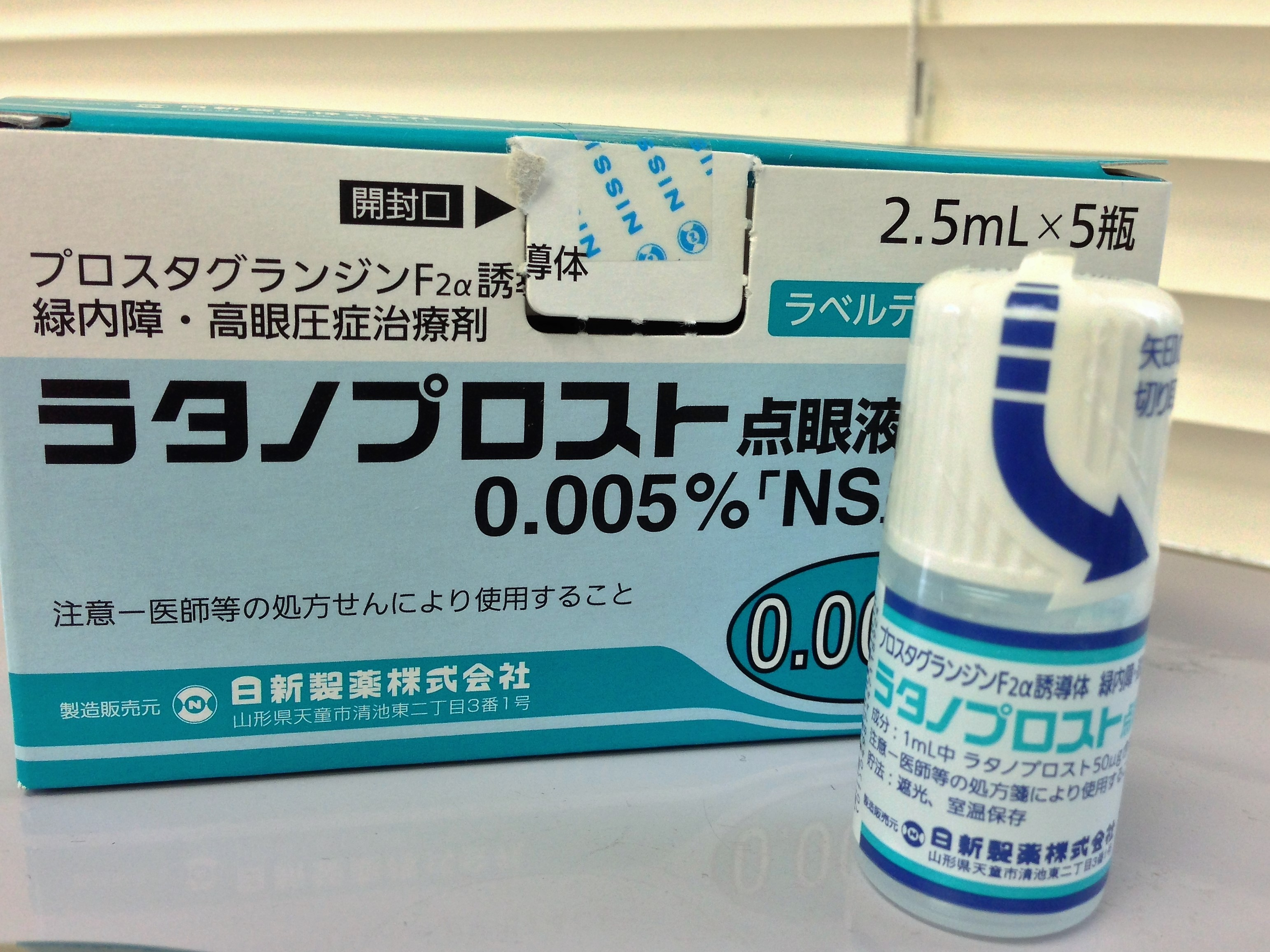
ラタノプロスト
プロスタグランジンF2α

ラタノプロスト（Latanoprost）は緑内障、高眼圧症の治療に用いられる医薬品で、プロスタグランジンF2α誘導体である。商品名キサラタン。眼球のぶどう膜強膜流出経路からの房水の排出を促し眼内圧（IOP）を下げる事によって効果を発揮する。ラタノプロストはイソプロピルアルコールでカルボン酸をマスクしたプロドラッグであり、角膜に存在するエステラーゼで加水分解されるまでは不活性である。WHOのWHO必須医薬品モデル・リストに収載されている。

## 効能・効果

### 開放隅角緑内障・高眼圧症
開放隅角緑内障または高眼圧症（IOP≥21mmHg）患者に対する質の高い臨床試験の結果、ラタノプロストの単剤投与1-12ヶ月でIOPは22-39%低下した。ラタノプロストは4つの無作為化二重盲検臨床試験の内3つでチモロールより有意にIOPを低減した。ラタノプロストは1-2年の臨床試験期間中、安定した効果を見せ、効果の減弱は観察されなかった。
メタアナリシスの結果、チモロールよりもIOP低下効果が高い事が示された。虹彩色素沈着が発現した例があったが、悪性のものではないとされ、2001年時点では長期経過観察中とされた。使用方法は、1日1回の点眼とされ、過量に使用すると効果が減弱することが知られている。

### 閉塞隅角緑内障
虹彩切開術・虹彩切除術実施後もIOPが高い患者（アジア系も含む）に対して実施された二重盲検試験では、ラタノプロスト単剤治療群はチモロール治療群よりも大きなIOP低下効果（2週と12週でそれぞれ、8.8mmHg（ラ群）vs 5.7mmHg（チ群）と8.2mmHg（ラ群）vs 5.2mmHg（チ群））を示した。日本の添付文書では、『本剤を閉塞隅角緑内障患者に投与する場合は、使用経験が少ないことから慎重に投与することが望ましい。』とされている。

### 睫毛貧毛症
プロスタグランジンF2αは睫毛（まつ毛）の毛包に作用して、睫毛の長さを延長し直径も太くする効果があり、睫毛貧毛症の治療に塗布薬として使用される。この場合は刷毛状の専用アプリケータ等で上眼瞼の睫毛の根布のみに1日1回塗布する用法となる。まずアメリカでラティース(Latisse)という商品名でFDAが認可し、日本でも2014年3月に厚生労働省が睫毛貧毛症治療目的でグラッシュビスタという商品名で認可した。製剤の薬物濃度と組成は、眼圧効果を目的に使用される製剤と完全に同一で、抗がん剤使用後の睫毛貧毛症に使用される。また美容外科領域でも「まつ毛エクステンション」の美容目的で使用されている。これらの睫毛に対する薬効は、毛周期における成長期を延長することにより、睫毛の成長が促進されることに起因している。

## 副作用
重大な副作用として、虹彩色素沈着（2.37%）,睫毛の延長、眼周囲の皮膚色素沈着という副作用もある。眼周囲の色素沈着はメラニンの沈着によるもので可逆性であるが、この副作用を予防するために点眼後は洗顔することが推奨されている。
その他の副作用は、
- 5%以上：結膜充血
- 5%未満：結膜炎、眼脂、結膜濾胞、ぶどう膜炎、虹彩炎、角膜上皮障害、点状表層角膜炎、糸状角膜炎、角膜びらん、角膜浮腫、眼瞼色素沈着、眼瞼炎、眼瞼部多毛、眼瞼浮腫、眼瞼発赤、眼刺激症状、眼の瘙痒感、眼痛、霧視、前房細胞析出、流涙、睫毛の異常（睫毛が濃く、太く、長くなる）、異物感等の眼の異常感、頭痛、瘙痒感、咽頭違和感、嘔気、眩暈、胸痛
- 頻度不明：ヘルペス性角膜炎、角膜沈着物、角膜混濁、潰瘍性角膜炎、眼瞼溝深化、嚢胞様黄斑浮腫を含む黄斑浮腫、およびそれに伴う視力低下、接触性皮膚炎、羞明、喘息、筋肉痛、関節痛、発疹
- 日本の添付文書に記載のない副作用：灼熱感、点状上皮性角膜症、風邪または上気道感染症、インフルエンザ様症状、ドライアイ、眼瞼硬結化、眼瞼紅斑（充血）、アレルギー性皮膚障害、背痛、喘息、虹彩炎、網膜動脈塞栓、網膜剥離、中毒性表皮剥離症、ぶどう膜炎、糖尿病性網膜症に伴う硝子体出血
- 円錐角膜が発現したとの症例報告がある[11]。

### 注意を要する患者
- 眼病：眼球に炎症のある患者、無水晶体症患者、偽水晶体眼患者、黄斑浮腫リスクの高い患者は注意して用いる事。閉塞隅角緑内障、炎症性緑内障、血管新生緑内障に用いた場合の安全性・有効性は確立されていない。
- コンタクトレンズ着用者：防腐剤として添加されるベンザルコニウム塩化物はコンタクトレンズに吸着され角膜を障害するので、点眼前にコンタクトレンズを外し、点眼後15分以上してから再装着する事。

### 禁忌
ラタノプロスト、ベンザルコニウム塩化物、その他の成分に過敏症の既往歴のある患者には禁忌である。

### 薬物相互作用
- ビマプロスト：ラタノプロストとビマプロストを併用すると、眼圧が上昇する。
- 非ステロイド性抗炎症薬：目に対するプロスタグランジンの効果を減弱または増強する。

### 妊婦・授乳婦
動物実験により流産の増加が報告されている。
ラットで乳汁への移行が確認されている。保育中の女性が用いる場合も注意が必要であるとされている。